# Kępeczki
Kępeczki is een plaats in het Poolse district  Kozienicki, woiwodschap Mazovië. De plaats maakt deel uit van de gemeente Kozienice en telt 120 inwoners.